# 中国人民政治协商会议甘肃省委员会
中国人民政治协商会议甘肃省委员会，简称甘肃省政协，是中国人民政治协商会议在甘肃省的地方组织机构，成立于1955年2月。其主要职能是政治协商、民主监督、参政议政。

## 历史沿革
其前身是甘肃省各界人民代表会议协商委员会（简称甘肃省协商委员会）。1950年10月，甘肃省第一届各界人民代表会议第一次会议在兰州召开，选举产生甘肃省各界人民代表会议协商委员会，作为甘肃省各界人民代表会议闭会期间的常设机构。协商委员会共有主席、副主席、委员53人。设有学习委员会和政治法律、财政经济、文教卫生、民族宗教等4个工作组。
1954年8月，甘肃省第一届人民代表大会召开后，原甘肃省各界人民代表会议协商委员会的历史使命已经完成。根据《中华人民共和国宪法》和《中国人民政治协商会议章程》，1955年2月，中国人民政治协商会议第一届甘肃省委员会第一次全体会议在兰州召开，标志着中国人民政治协商会议甘肃省委员会的正式成立。
文化大革命开始以后，省政协被迫停止工作。1977年12月，省政协在兰州召开第四届委员会第一次会议，标志着省政协组织的正式恢复。

## 历届委员会

### 第一届
- 任期：1955年2月－1959年12月
- 主席：張仲良
- 副主席：杨慎之、高健君、王赓山（1955年2月－1959年5月）、达理札雅（1955年2月－1958年）、马腾霭（1955年2月－1958年）、马惇靖、徐宗儒（1955年2月－1958年）、周祥初（1956年11月－1959年12月）、杨子恒（1956年11月－1957年12月）、郑重远（1956年11月－1959年12月）、黄祥（1955年2月－1957年）
- 秘书长：蒙定军

### 第二届
- 任期：1959年12月－1964年9月
- 主席：張仲良（1959年12月－1961年8月）、王世泰（1961年8月－1964年9月）
- 副主席：高健君、马惇靖、周祥初、吴鸿宾、黄正清、蒙定军、范振绪（1959年12月－1960年9月）、赵元贞、郑重远
- 秘书长：蒙定军

### 第三届
- 任期：1964年9月－1966年
- 主席：高健君
- 副主席：孙殿才、马惇靖、周祥初、吴鸿宾、蒙定军、赵元贞、杨澄中、黄正清
- 秘书长：孟浩

### 第四届
- 任期：1977年12月－1983年4月
- 主席：王世泰（1977年12月－1979年12月）、杨植霖（1979年12月－1983年4月）
- 副主席：李芳远、李培福、兰文兆、吴鸿宾、朱声达、谢松柏、丁乃光（1977年12月－1981年4月）、蒙定军（1977年12月－1979年1月）、王世杰、杨澄中、黄正清、李克如、卢忠良、严树棠、王孝慈（1979年12月－1983年4月）、郑重远（1979年12月－1983年4月）、慕生忠（1979年12月－1983年4月）、雷恩钧（1979年12月－1983年4月）、吴松（1979年12月－1983年4月）、杨汉烈（1979年12月－1983年4月）、陆为公（1979年12月－1983年4月）、骆是愚（1980年12月－1983年4月）、王志匀（1980年12月－1983年4月）、嘉木样·洛桑久美·图丹却吉尼玛（1980年12月－1983年4月）、马重雍（1980年12月－1983年4月）、李子钦（1982年12月－1983年4月）
- 秘书长：陆为公（1977年12月－1979年12月）、王登玉（1979年12月－1980年12月）
- 代理秘书长：王尚乾（1980年12月－1983年4月）

### 第五届
- 任期：1983年4月－1988年1月
- 主席：黄罗斌（1983年4月－1984年3月）、王秉祥（1984年4月－1988年1月）
- 副主席：黄正清、吴鸿宾、王世杰（1983年4月－1986年5月）、杨澄中、卢忠良、严树棠、杨汉烈（1983年4月－1987年7月）、嘉木样·洛桑久美·图丹却吉尼玛、马重雍、王国瑞（1983年4月－1985年5月）、刘德琛、蒋云台、马祖灵（1984年3月－1988年1月）、梁大均（1984年3月－1986年5月）、朱宣人（1984年3月－1988年1月）、贡唐仓·丹贝旺旭（1984年3月－1988年1月）、秦时暐（1985年5月－1988年1月）、崔国权（1987年4月－1988年1月）
- 秘书长：卢克俭（1983年4月－1984年3月）、沙里士（1984年3月－1985年5月）、秦时暐（兼，1985年5月－1987年4月）、穆永吉（1987年4月－1988年1月）

### 第六届
- 任期：1988年1月－1993年1月
- 主席：葛士英
- 副主席：黄正清、吴鸿宾（1988年1月－1988年2月）、马祖灵、卢忠良（1988年1月－1988年3月）、严树棠、嘉木样·洛桑久美·图丹却吉尼玛、马重雍（1988年1月－1990年2月）、朱宣人、贡唐仓·丹贝旺旭、秦时暐、崔国权、申效曾（1989年3月－1993年1月）、黎中（1989年3月－1993年1月）、陈剑虹（1989年3月－1993年1月）、应中逸（1992年3月－1993年1月）
- 秘书长：崔国权（兼，1988年1月－1989年3月）、徐尚和（1989年3月－1993年1月）

### 第七届
- 任期：1993年1月－1998年1月
- 主席：申效曾
- 副主席：黄正清、黎中（1993年1月－1996年2月）、韩正卿、朱宣人、贡唐仓·丹贝旺旭、王平、陈剑虹、应中逸、杜大仕、拜玉凤（1994年4月－1998年1月）、邓成城（1996年2月－1998年1月）
- 秘书长：徐尚和

### 第八届
- 任期：1998年1月－2003年1月
- 主席：杨振杰
- 副主席：贡唐仓·丹贝旺旭（1998年1月－2000年3月）、陈剑虹、拜玉凤、邓成城、朱作勇、杜颖、喇敏智、杨镇刚、周宜兴、李宇鸿
- 秘书长：薛映承

### 第九届
- 任期：2003年1月－2008年1月
- 主席：仲兆隆
- 副主席：陈剑虹、拜玉凤、崔正华、朱作勇（2003年1月－2007年6月）、喇敏智、陈学亨（2007年1月－2008年1月）、洛桑灵智多杰（2007年1月－2008年1月）、杨镇刚、周宜兴、李宇鸿、黄亦纯、德哇仓·嘉样图丹嘉措、俞正、蔚振忠
- 秘书长：薛映承

### 第十届
- 任期：2008年1月－2013年1月
- 主席：陈学亨（2008年1月－2011年1月）、冯健身（2011年1月－2013年1月）
- 副主席：邵克文（2008年1月－2011年1月）、德哇仓·嘉样图丹嘉措、张津梁、李永军、侯生华、黄选平、栗震亚、张世珍、马国瑜、张景辉（2011年1月－2013年1月）
- 秘书长：石晶

### 第十一届[4]
- 任期：2013年1月－2018年1月
- 主席：冯健身
- 副主席：德哇仓·嘉样图丹嘉措、刘立军（2013年1月－2017年1月）、张津梁（2013年1月－2017年1月）、黄选平、栗震亚、张世珍、张景辉（2013年1月－2017年1月）[5]、李沛文、马文云
- 秘书长：石晶（2013年1月－2015年1月）、陈伟（2015年1月－2018年1月）

### 第十二届[6]
- 任期：2018年1月－2023年1月
- 主席：欧阳坚
- 副主席：德哇仓·嘉样图丹嘉措、郝远（2018年1月－2021年1月）、陈青（2020年1月－）、马文云、王锐、郭承录、康国玺、尚勋武、贠建民、郭天康、霍卫平（2021年1月－）
- 秘书长：陈伟（2018年1月－2020年1月）、王建太（2020年1月－）[7]

### 第十三届[8]
- 任期：2023年1月－
- 主席：庄国泰
- 副主席：何伟、马文云、王锐、郭承录、尚勋武、贠建民、郭天康、霍卫平、刘仲奎
- 秘书长：王建太